# Робоцып
«Робоцып» (англ. Robot Chicken) — пародийный американский мультсериал для взрослых, созданный Сетом Грином и Мэттью Сенрайхом.

## Описание
«Робоцып» — калейдоскоп коротких скетчей, полных чёрного юмора и сатиры. Практически каждая сценка пародирует кино, телешоу, компьютерные игры, героев мультфильмов и комиксов, актёров, политиков, певцов и других знаменитостей, а также продукты питания, рекламные ролики или прочие проявления массовой культуры. Все серии объединены общим сюжетом, по которому некий безумный учёный оживил цыплёнка, привязал его к креслу и заставил смотреть множество телевизоров сразу. Причём смены скетчей выполнены в виде переключения каналов.
В одной из серий автор признаётся, что тот оживший цыплёнок — это зритель, смотрящий этот сериал.
На самом деле этот цыпленок — это аллюзия на книгу «Заводной апельсин» Энтони Берджесса и экранизацию этой книги Стэнли Кубрика: там героя также подвергали просмотру видеоряда с целью создания у него болевого рефлекса на агрессию.
Осенью 2012 года стартовал шестой сезон, где рассказывается, как освободившийся Робоцып убил ученого, когда тот похитил подругу Робоцыпа, но затем оживил тем же способом и посадил безумного робо-ученого смотреть тысячи телевизоров. Таким образом сумасшедший учёный и Робоцып поменялись местами. Заставка про оживление Робоцыпом ученого присутствовала весь шестой и седьмой сезоны.
Половина последней серии седьмого сезона посвящена дальнейшей истории непосредственно Робоцыпа. В ней появляется сын безумного ученого, который вместо того, чтобы освободить смотрящего телевизоры отца, вырезал у него оставшийся живой глаз, чтобы проникнуть в лабораторию, запертую оптическим сенсором. В это время Робоцып, от которого ушла жена Cluckerella (рус. «Цыпарелла»), пьет в баре. Он видит по тв новость о том, что президента Обаму взяли в заложники. Затем программа прерывается, и на экране появляется сын безумного ученого из Белого дома с требованием выкупа в 100 млрд $. Попутно выясняется, что он взял в заложники не только действующего президента, но и всех живых бывших президентов. Робоцып в шоке прибегает в безумному робоученому и заключает с ним перемирие, чтобы победить его сына. Робоцып вламывается в Белый дом, но оказалось, что сын безумного ученого тоже создал своего злого робоцыпа по имени «Темное мясо». Робоцып его одолевает, но оказалось безумец кроме того создал робо-монстров на основе енота, оленя и бомжа. В решающий момент на помощь Робоцыпу приходит безумный ученый. Робоцып убивает «Темное мясо», а ученый побеждает своего сына. Сезон заканчивается тем, что безумный ученый сажает смотреть телевизоры своего сына вместо цыпленка, а Робоцып улетает из замка, становясь силуэтом на фоне луны.
В октябре 2015 года стартовал восьмой сезон. Заставка показывает далекое будущее, где роботы обнаруживают замерзшего во льдах Робоцыпа. В лаборатории его размораживает и оживляет ученый в костюме, но сразу после этого его снова сажают в кресло. Ученый снимает маску и по фотографиям на экранах можно понять, что он — дальний потомок безумного ученого, когда-то оживившего Робоцыпа. Новый безумный ученый снова включает 3D экраны перед Робоцыпом.
В конце последней серии восьмого сезона присутствует сюжетная вставка, пародирующей концовку Терминатора 2, где главными героями являются создатели Робоцыпа и сам Робоцып, где в жидкий металл погружают самих  Сета и Мэтта.
В 2017 году стартовал девятый сезон. Сюжетная часть началась со вставки, пародирующей фильм Безумный Макс: Дорога ярости, повествующей о продлении сериала на 9-й сезон. Со второй серии вступительная заставка была сохранена от 8-го сезона. В последней серии восьмого сезона появляется директор Adult Swim Майкл Лаззо и сообщает, что условием продления сериала на следующий сезон будет прыжок на мотоцикле через Большой каньон. Добровольцем вызывается постоянный персонаж сериала Задрот (Nerd). Ему это удается, но после приземления на другой стороне каньона мотоцикл на полной скорости врезается в фургон, продающий тако. От мощного взрыва разлетаются ошметки плоти и надпись на экране гласит, что Задрот погиб (R.I.P. Robot Chicken Nerd 2005-2018).
30 сентября 2019 года стартовал обещанный 10-й сезон. Сюжетная вставка показывает девочку на берегу у скалы с замком безумного учёного, к которой подходит Робозадрот. Он рассказывает свою историю прыжка через каньон и говорит, что ночью его останки похитили из могилы. Далее начинается новая заставка 10-го сезона: Робоцып и безумный робоучёный выкапывают из могилы останки Задрота и вместе оживляют его в лаборатории. После традиционного возгласа "Оно живое!" в титрах «Робоцып» («Robot Chicken») выделены буквы T и EN — "10" на английском. По отработанной схеме учёный и Робоцып приковывают оживлённого Робозадрота к креслу перед телевизорами. Сезон заканчивается отчетом безумного робоучёного, который впервые за 10 сезонов подал голос и сказал, что собрал всю информацию о всех шутках и самой смешной по расчётам его компьютера был признан "Ла Ла Ленд". После этого безумный робоучёный освобождает Робозадрота, кладёт его в ящик, забивая крышку гвоздями и увозит на большой склад, пародируя концовку «Индиана Джонс: В поисках утраченного ковчега».
6 сентября 2021 года начался 11-й сезон. Вступительная сюжетная часть целиком представляет собой пародию на Космическую одиссею 2001 года Стэнли Кубрика. На планете установлен монолит из работающих телевизоров. Заставка 11 сезона начинается с момента, когда безумный робоучёный и Робоцып оказываются на борту корабля в космосе. Робоцып отправляется в капсуле по орбите вокруг Луны тоже с монолитом из телевизоров. Затем он оказывается в странной комнате с постаревшим Робоцыпом, который смотрит на монолит из телевизоров. На одном из экранов оказывается «Звездный робоцыплёнок».

## Показ сезонов
Премьера «Робоцыпа» состоялась 20 февраля 2005 на телеканале Cartoon Network в блоке передач Adult Swim.
Всего, по состоянию на октябрь 2020 года, снято одиннадцать сезонов. В оригинале сезоны выходили:
- Первый: февраль — июнь 2005 года (20 серий)
- Второй: весна (первые 10 серий) и осень (остальные 10) 2006 года.
- Третий: 2007—2008 года (20 серий)
- Четвёртый: декабрь 2008 — декабрь 2009 (20 серий)
- Пятый: декабрь 2010 — январь 2012 года (20 серий)
- Шестой: 2012—2013 года (20 серий)
- Седьмой: апрель — декабрь 2014 года (20 серий)
- Восьмой: октябрь 2015 года — май 2016 года (20 серий)
- Девятый: декабрь 2017 года — июль 2018 года (20 серий)
- Десятый: сентябрь 2019 года — лето 2020 года (20 серий)
- Одиннадцатый:  7 сентября 2021 года — 11 апреля 2022 года (20 серий)

#### Спецвыпуски
17 августа 2007 года вышел «Робоцып: Звёздные войны» — нарезка шуток о киносаге «Звёздные войны». Специальный выпуск сопровождался изменённым видеорядом — безумный ученый в робе Императора находил обугленного цыпленка на вулканической планете на фоне Звезды Смерти в космосе. Процесс оживления Робоцыпа сопровождался применением ученым молнии Силы, в остальном же пародировал аналогичную сцену воскрешения Дарта Вейдера в конце Эпизода III.
В 2008 году вышел «Робоцып: Звёздные войны Эпизод II».
В 2010 году вышел «Робоцып: Звёздные войны Эпизод III».
9 сентября 2012 вышел спецвыпуск Робоцып: DC Comics Special, посвященный пародиям на комиксы вселенной DC Comics.
В 2014 году вышел Робоцып: DC Comics Special 2: Злодеи в Раю.
В 2015 году вышел Робоцып: DC Comics Special 3: Магия Дружбы.
В 2017 вышел спецвыпуск Робоцып: Ходячие мертвецы.
23 мая 2021 года вышел спецвыпуск «Чертов Робоцып: Вселенная Арчи», который является кроссовером со вселенной Арчи.

### В мире
С 1 апреля 2007 года мультсериал транслировался в России телеканалом 2x2 в ночном блоке Adult Swim. Русскоязычный перевод сезонов с 1-го по 4-й и 9-го выполнен Дмитрием «Гоблином» Пучковым. Начиная с 5 сезона сериал озвучивает Сергей Набиев.

## В ролях
- Сет Грин — Пеннивайз (озвучивание в эпизоде «The Black Cherry», С1Э20, 2005)

## Награды и номинации
- 2006 — премия «Эмми» в категории «Outstanding Individual Achievement In Animation» за серию «Easter Chicken»[2].
- 2006 — номинирован на премию «Энни» в категории «Character Animation in a Television Production»[3].
- 2007 — номинирован на премию «Эмми» в категории «Outstanding Animated Program (For Programming less than One Hour)» за серию «Lust For Puppets»[4].
- 2016 — премия «Эмми» в категории «Outstanding Short Format Animated Program» за серию «Robot Chicken Christmas Special: The X-Mas United»[5]